# 齊納斯
齊納斯（Cineas）為生活在前三世紀左右的希臘人，根據羅馬史書記載齊納斯是希臘色薩利的官員，也是伊庇魯斯摩羅西亞國王皮洛士的好友。
在皮洛士戰爭中，皮洛士於前280年派遣齊納斯前往羅馬與羅馬共和國議和，據說羅馬元老院內的眾多議員一度被齊納斯的遊說所打動，但是最後在盲眼的前任執政官阿庇烏斯·克勞狄·卡埃庫斯的堅決反對下，元老院仍然拒絕停戰。齊納斯從羅馬回來後，告訴皮洛士羅馬元老院就像是許多可敬的國王聚集而成一個團體，與他們為敵就像是與希臘神話的九頭蛇戰鬥一樣。
齊納斯擁用有驚人的記憶力，當他到羅馬之後就可以記住每個元老院議員的名字並打招呼。